# Bromus bikfayensis
Bromus bikfayensis är en gräsart som beskrevs av Aimée Antoinette Camus och René Gombault. Bromus bikfayensis ingår i släktet lostor, och familjen gräs. Inga underarter finns listade i Catalogue of Life.